# Färna Invest
Färna Invest (organisationsnummer 556656-4638) är ett investmentbolag, ägt och grundat av entreprenören Gerald Engström för investeringar i publika och privata bolag. År 2021 hade Färna Invest en omsättning på cirka 280 miljoner kronor och vinst 170 miljoner kronor. År 2022 startade företaget dotterbolaget Indiska 1901 som köpte bolaget Indiska från konkursboet. Orsaken till förvärvet var bland annat Engströms personliga relationer till Indiskas tidigare ägare och VD Karin Lindahl.